# Morosari
Morosari is een bestuurslaag in het regentschap Ponorogo van de provincie Oost-Java, Indonesië. Morosari telt 1451 inwoners (volkstelling 2010).